# Остролодочник белоснежный
Остролодочник белоснежный (лат. Oxytropis nivea) — вид растений рода Остролодочник (Oxytropis) семейства Бобовые (Fabaceae), растущий в высокогорьях на альпийских лугах, галечниках и в кобрезиевых пустошах. Эндемик России (Юго-Восточный Алтай).

## Ботаническое описание
Каудекс коротко разветвлённый. Цветоносы немного длиннее листьев, с отстоящими и прижатыми белыми волосками и с примесью чёрных. Прилистники высоко сросшиеся между собой и с черешком, вверху заострённые, почти 3-нервные, по краям с ресничками и головчатыми волосками. Листочки в числе 14—19 пар, заострённые, продолговато-яйцевидные или ланцетные, снизу и по краям волосистые.
Кисти многоцветковые, овальные. Прицветники узкие, перепончатые, короче чашечки, с оттопыренными белыми волосками. Чашечка трубчато-колокольчатая, с чёрными и белыми волосками, с узкими зубцами в 3 раза короче трубки. Венчик белый, лодочка с фиолетовым пятном. Флаг 16—17 мм длиной, продолговато-яйцевидный, на верхушке почти двулопастной. Лодочка с треугольным носиком около 0,75 мм длиной. Бобы продолговато-яйцевидные, опушены чёрными и отстоящими белыми волосками, с брюшной перегородкой около 2 мм ширины.

## Охрана
Вид включён в Красную книгу России и в Красную книгу Республики Алтай.